# 伊予鉄道モハ5000形電車
伊予鉄道モハ5000形電車（いよてつどうモハ5000がたでんしゃ）は、2017年（平成29年）に登場した伊予鉄道の軌道線用電車である。

## 概要
2002年（平成14年）登場の2100形に続く超低床型LRVとして、2017年（平成29年）9月に2両（5001・5002）が登場した。以後2019年1月（5003・5004）、2020年2月（5005・5006）、2021年2月（5007・5008）、2022年2月（5009・5010）、2023年2月（5011・5012）、2024年2月（5013・5014）、2025年2月（5015・5016）と毎年度2両ずつが導入されている。。

## 車体
2100形に引き続き、アルナ車両のリトルダンサータイプSが採用されている。これは従来車（高床車）と同様の車軸付き台車を採用するものの、それらを車体の両端に配置することで、可能な限りの低床化を図るもので、台車上となる高床部分には運転台と4人掛け座席および運賃箱が設置されている。
2100形から車体寸法および車内通路幅を拡大し、併せて乗降扉に外吊りのスライドドア（プラグドア）を採用したことなどから、車両定員は2100形の47名（座席20名）から60名（座席26名）に増加した。また、この乗降扉には開閉予告灯を設置し、乗客に対し乗降時の注意を喚起している。
構体は普通鋼製溶接組立方式を基本とし、前頭部および屋根覆い部にFRP製カバーを設置している。
車体デザインは「乗ってみたくなる未来型流線形デザイン」をコンセプトとし、前面には3次元曲面ガラスを用いて丸みを強調している。
車体塗装は同社が2015年（平成27年）に打ち出した「IYOTETSUチャレンジプロジェクト」の一環として、保有する電車・バスに採用の「愛媛らしさ」を表現したオレンジ色を基調とした。
行先表示には、同社の鉄軌道車両としては初となるLEDを採用しており、外国人観光客向けとして英語表記にも対応する。
内装は白と黒のモノトーンで統一されたカラーリングを主とし、座席は従来車と同様の全席ロングシート配置ながら、当形式での改良点として中央部にはスタンションポールを設置している。更にバリアフリー対応として、2100形と同様に車椅子スペースを設け、乗降口床にはスロープを内蔵している。このスロープ部の床面にはセンサーが設けられており、スロープを収納していない場合は、力行操作ができない。また、車椅子スペースには収納座席を設置し、車椅子の利用がない場合は、通常のロングシートとして使用することが可能である。
そのほか、中吊り広告を廃し、新たにデジタルサイネージを導入したこと、および、照明装置にはフラットタイプの面発光LEDを採用したこと、並びに、Wi-Fi機器を搭載しており、無料インターネット接続サービス「えひめFree Wi-Fi」を提供していることが特色である。
5011号以降は車内の電光掲示がフルカラー表示になっている。

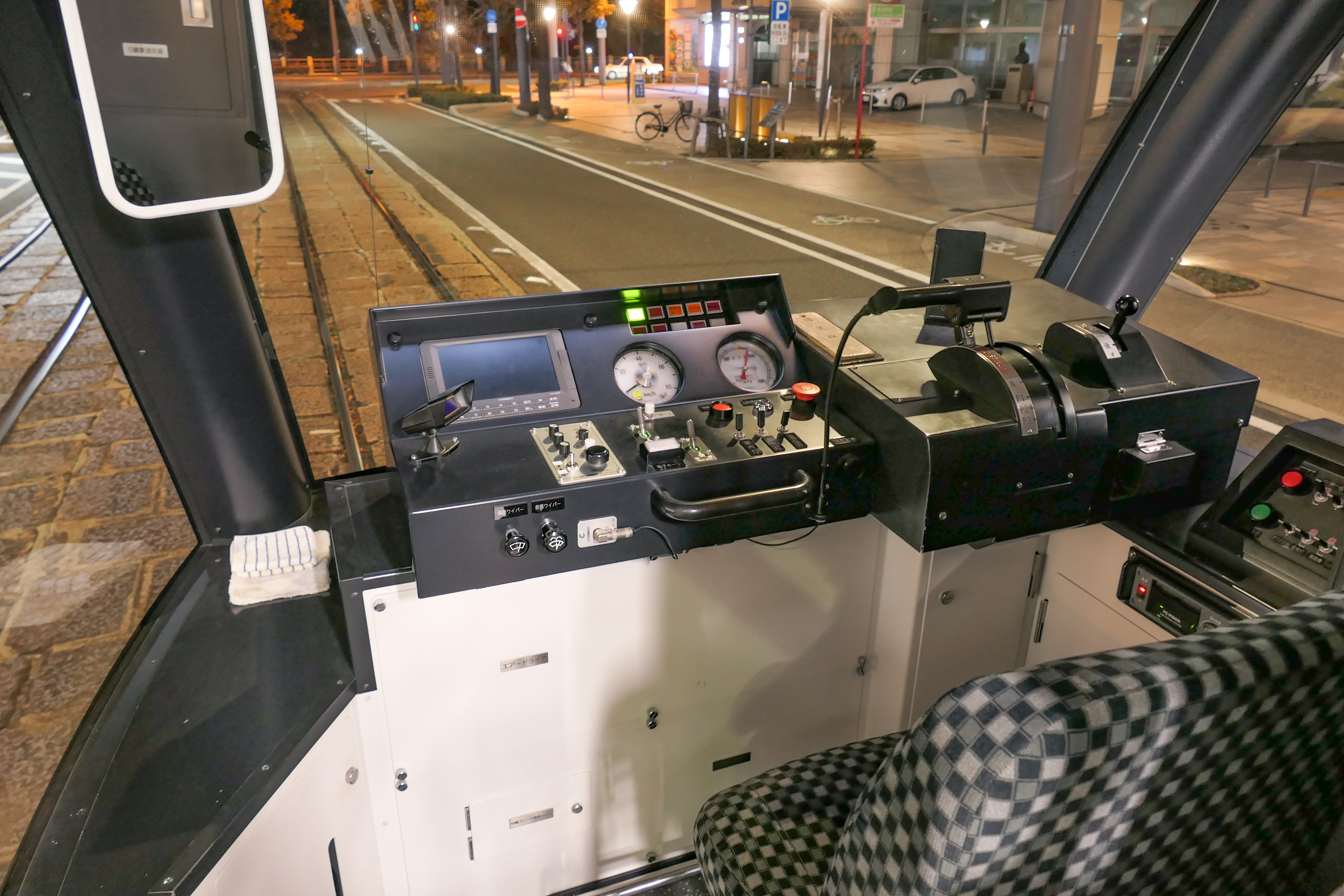
運転台
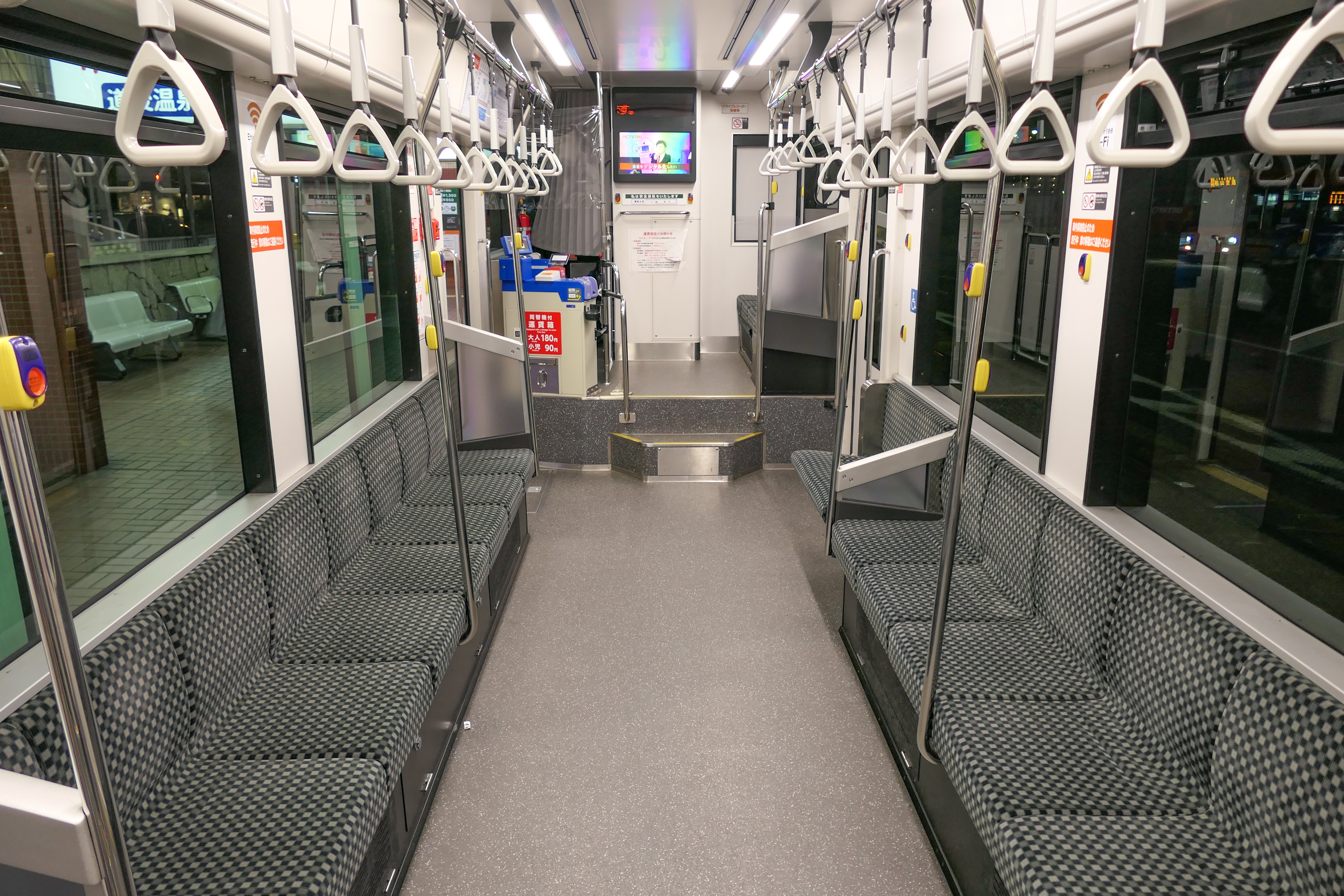
車内
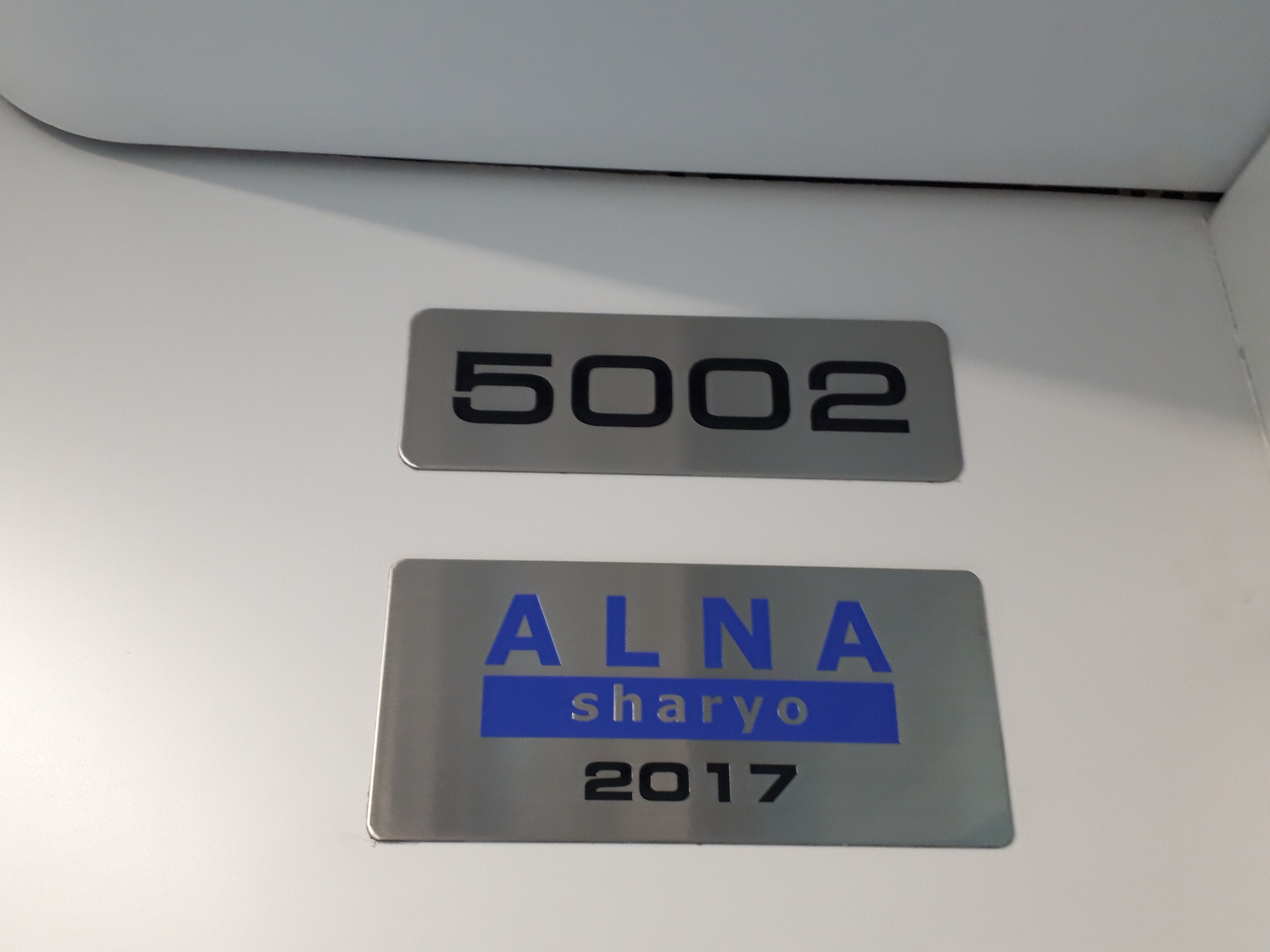
5002のナンバープレートとアルナ車両のプレート
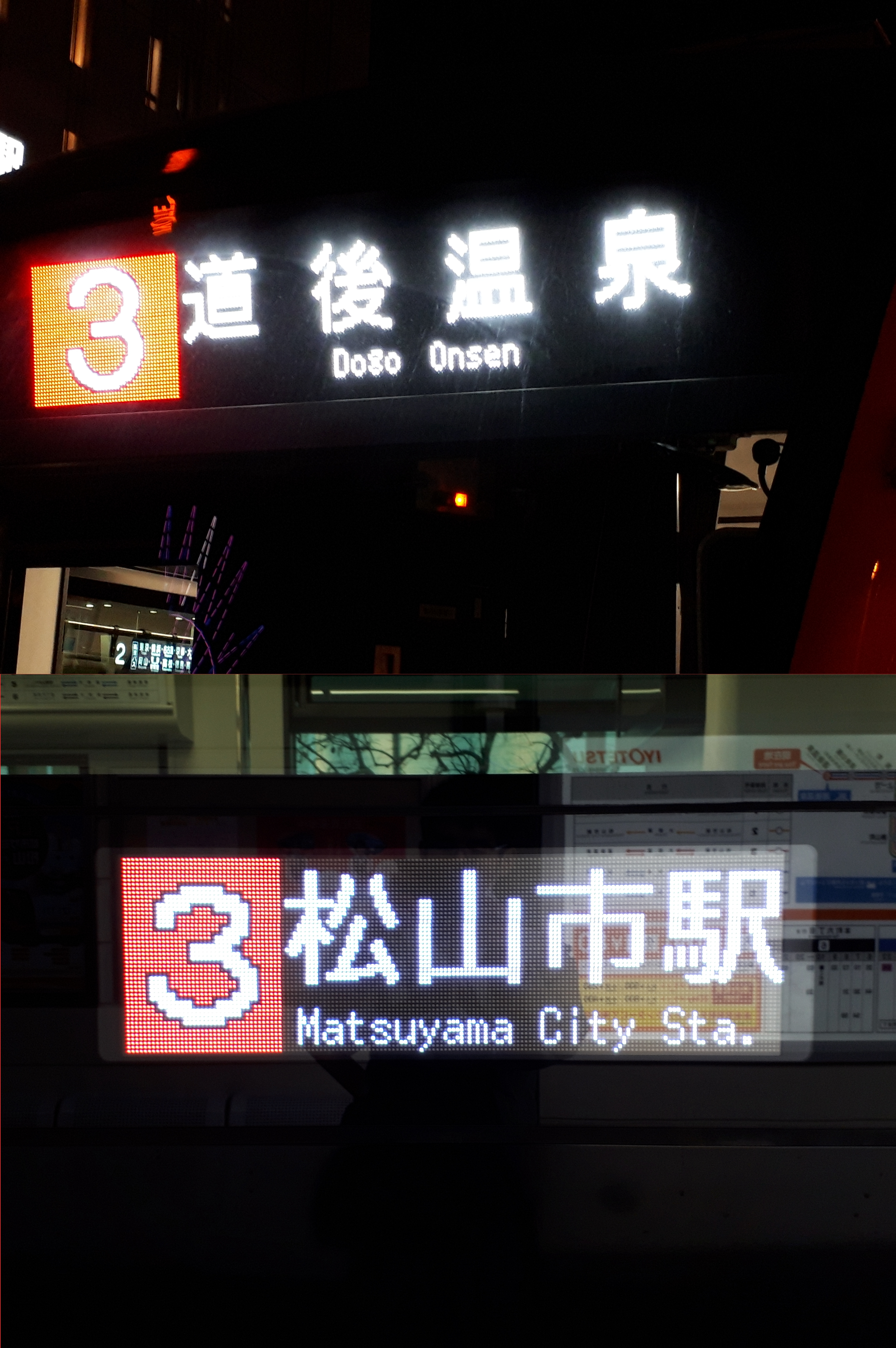
車体前面(上)と側面(下)の行先表示
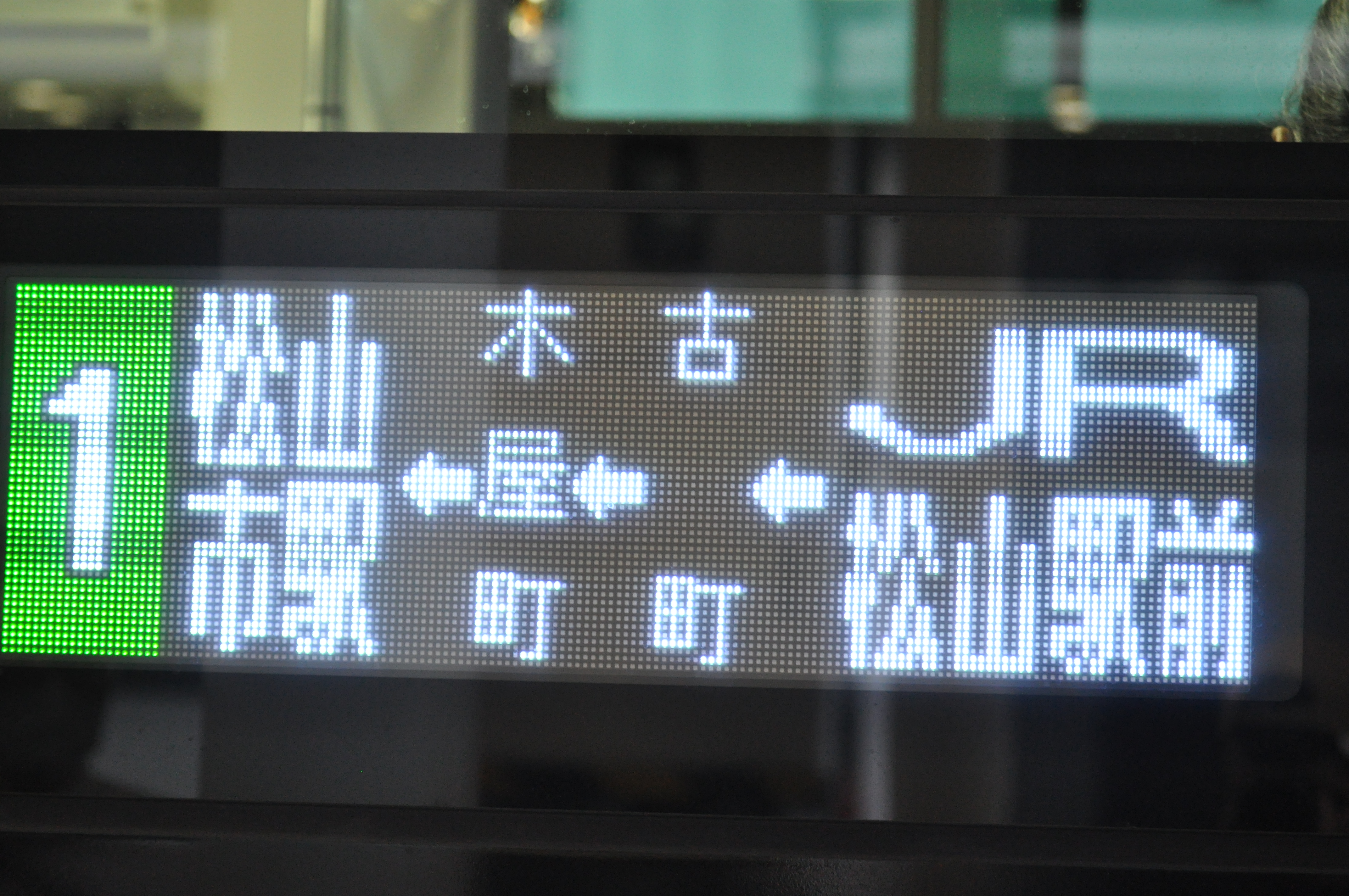
側面の行先表示（松山市駅）

## 主要機器
台車は住友金属工業製のFS-95Aを採用している。この台車は、2100形とほぼ同仕様の、車輪径660mm・軌間1067mmの車軸付きペデスタル式で、これに主電動機として出力60kWの三相かご型誘導電動機を装荷し、TD継手を用い駆動させている。
なお、電装品に関しては、こちらも2100形に引き続き、先に述べた主電動機を含め、主に東洋電機製造製を使用している。
特筆される点として、VVVF制御装置と補助電源装置を一体化し小型化を図ったC-PCU装置（Combined Power Conversion Unit）を設置したことが挙げられ、これによって捻出された屋上スペースを用いて、2100形では床下に設置されていた空気圧縮機を屋上へと設置し、車内空間の拡張を図っている。
C-PCU装置と並んで屋上に設置される冷房装置は、出力24.5kWの屋上集中式である。
ブレーキは多段階制御方式の電気指令式ブレーキに加え、空気ブレーキを併用する電空協調制御を採用し、常用7段、非常、保安ブレーキを有している。また、デッドマン機能も付いている。

## 運用
2017年9月21日より営業運転を開始した。運用は、主に3系統、5系統と朝、晩の出庫入庫時の古町延長運転のみだったが、2020年3月31日に2系統環状線で営業運転を始めた。初運用は5001。また同年4月2日に1系統環状線で営業運転を始めた。初運用は5006。長らく本町線には入線していなかったが、2025年3月13日に営業運転入りした。現在はぼ全線で活躍をしている。
5001の運用開始日=2017/9/21
5002の運用開始日=2017/9/22

## バリエーション
製造時期により、以下のような差異がみられる。
- 5001－5004号
  - 運転台直後の窓の開口方式が内折れ式
  - 運賃箱が従来型

- 5005－5016号
  - 運転台直後の窓の開口方式がスライド式
  - 運賃箱が新型

また、案内装置類について以下の差異が存在する。
- 車内のLED電光掲示板が、5011号からフルカラーLEDに
- 前面の行き先表示器（フルカラーLED方向幕）のメーカー変更
  - 5001－5012号がレシップ製
  - 5013－5016号がオージ製
    - これにより、5013号以降では文字のサイズやフォントなどが変化した

## 各車状況
| 車号 | 竣工   | 塗装                                          | 備考 |
| ---- | ------ | --------------------------------------------- | --- |
| 5001 | 2017年 | 標準色+コカ・コーラ ラッピング                | - 運賃箱が従来型。 - 運転台直後の窓の開口方式が内折れ式。                                                   |
| 5002 | 2017年 | 標準色+ICOCAラッピング                        | - 運賃箱が従来型。 - 運転台直後の窓の開口方式が内折れ式。                                                   |
| 5003 | 2018年 | 標準色＋BEMACラッピング                       | - 運賃箱が従来型。 - 運転台直後の窓の開口方式が内折れ式。                                                   |
| 5004 | 2018年 | 標準色＋伊予銀行ラッピング                    | - 運賃箱が従来型。 - 運転台直後の窓の開口方式が内折れ式。                                                   |
| 5005 | 2020年 | 標準色＋NTTドコモラッピング                   | - この車両以降、運賃箱が新型。 - この車両以降、運転台直後の窓の開口方式がスライド式。                       |
| 5006 | 2020年 | 標準色＋SOLATOラッピング                      | |
| 5007 | 2021年 | 標準色＋四電工ラッピング                      | |
| 5008 | 2021年 | 標準色＋三浦工業（Miura)ラッピング            | |
| 5009 | 2022年 | 標準色＋みきゃんアプリラッピング              | |
| 5010 | 2022年 | 標準色+松山大学ラッピング                     | |
| 5011 | 2023年 | 標準色＋愛媛CATVラッピング                    | - この車両以降、車内のLED電光掲示板がフルカラー。                                                           |
| 5012 | 2023年 | 標準色+マテラ ラッピング                      | - この車両まで、前面フルカラーLED方向幕（行き先表示器）のメーカーがレシップ社。                             |
| 5013 | 2024年 | 標準色＋宇和島運輸フェリーラッピング          | - 前面フルカラーLED方向幕（行き先表示器）のメーカーがオージ社。 - Suicaなどのカードリーダーなどの事前設置。 |
| 5014 | 2024年 | 標準色+四国電力ラッピング                     | - 前面フルカラーLED方向幕（行き先表示器）のメーカーがオージ社。 - Suicaなどのカードリーダーなどの事前設置。 |
| 5015 | 2025年 | 標準色+四国名鉄運輸ラッピング                 | - 前面フルカラーLED方向幕（行き先表示器）のメーカーがオージ社。 - Suicaなどのカードリーダーなどの事前設置。 |
| 5016 | 2025年 | 標準色+あいテレビ新番組「わいワイ」ラッピング | - 前面フルカラーLED方向幕（行き先表示器）のメーカーがオージ社。 - Suicaなどのカードリーダーなどの事前設置。 |

## 車両の写真

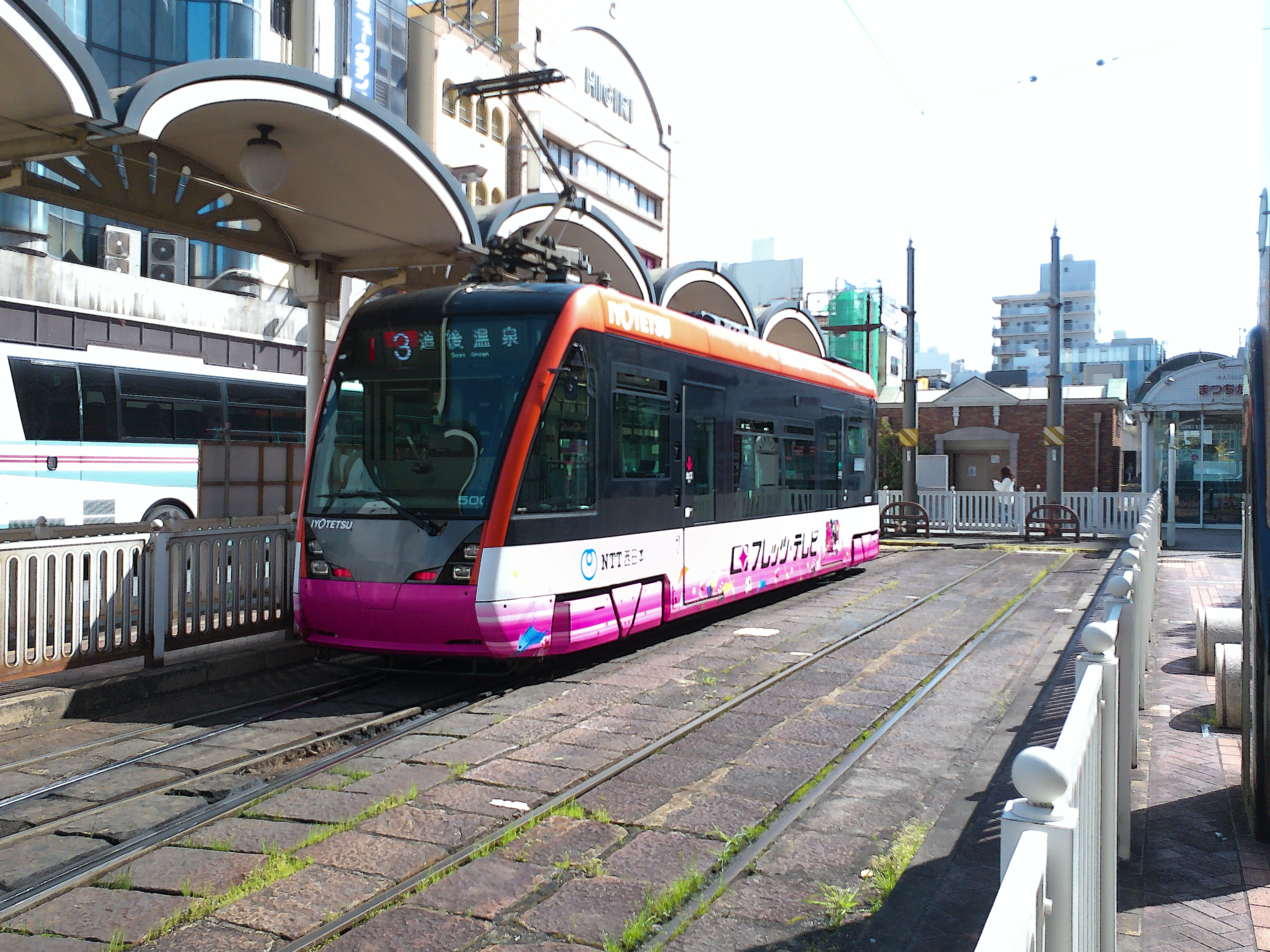
5001号
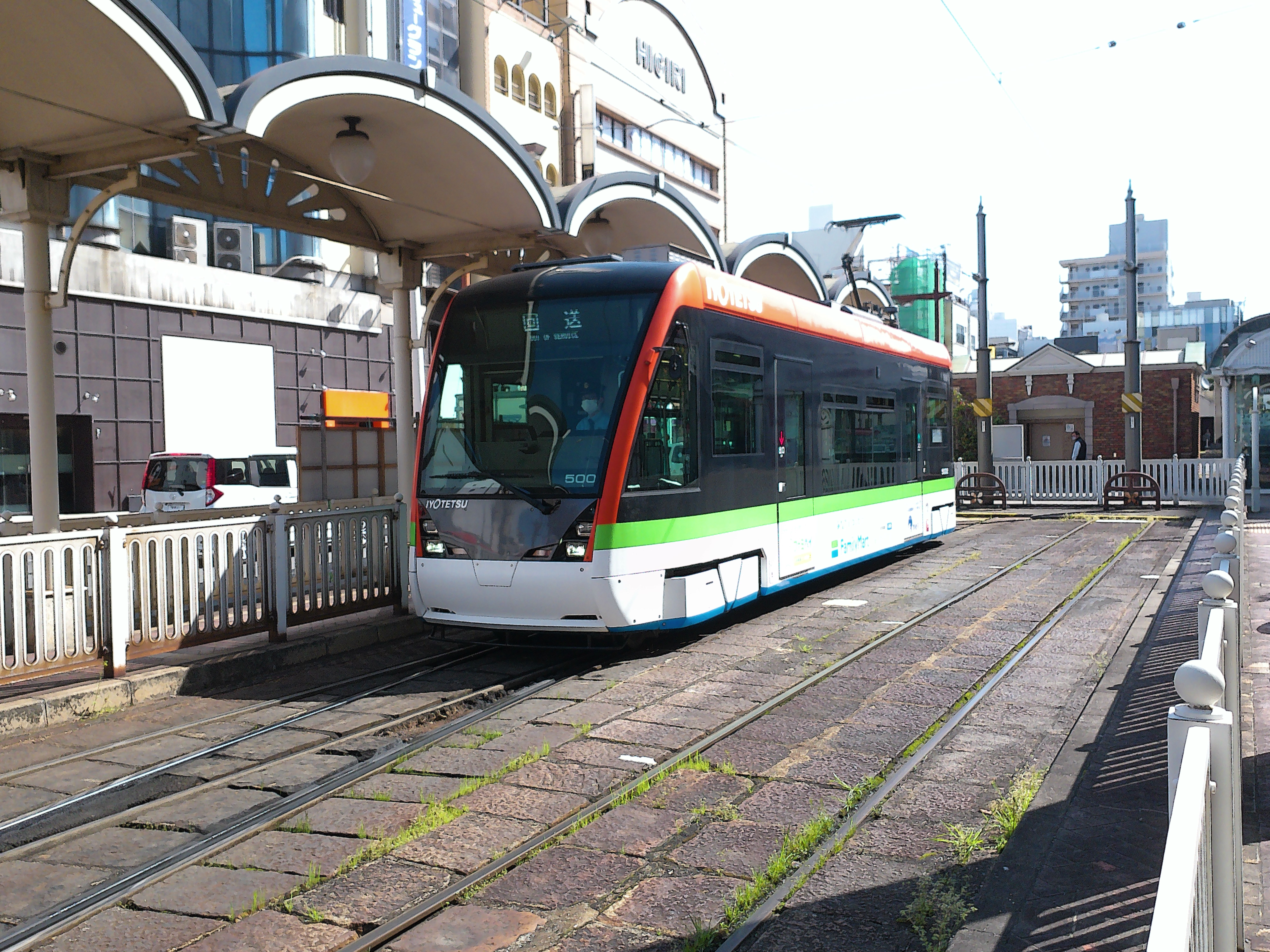
5002号
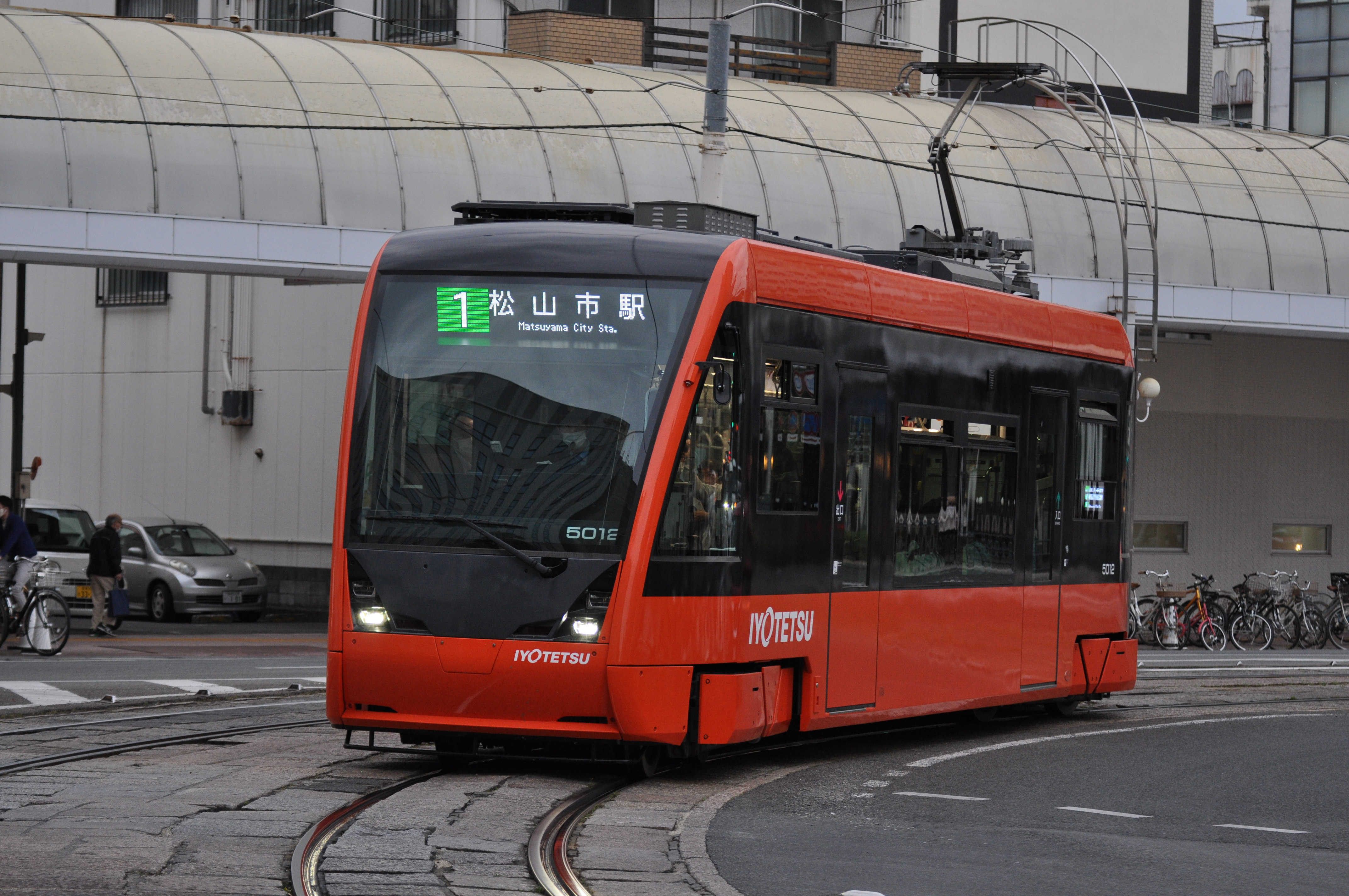
5012号